# Heikki Nousiainen
Heikki Nousiainen (Helsinki, 19 giugno 1945) è un attore, doppiatore e regista finlandese.

## Biografia
È sposato con l'attrice Eija Nousiainen con la quale ha generato l'attore Mikko Nousiainen e Miia Nousianen, regista, assistente alla produzione e coordinatore di produzione presso la Yleisradio.

## Filmografia

### Cinema
- Pähkähullu Suomi - regia di Jukka Virtanen (1967)
- Leikkikalugangsteri - regia di Ere Kokkonen (1969)
- Saatanan Radikaalit - regia di Paavo Piironen e Heikki Nousiainen (1971)
- Rakastunut rampa - regia di Esko Favén (1975)
- Lottovoittaja UKK Turhapuro - regia di Ere Kokkonen (1976)
- Manillaköysi - regia di Veli-Matti Saikkonen (1976)
- Jäniksen vuosi - regia di Risto Jarva (1977)
- Hullu kesä - regia di Tapio Parkkinen (1981)
- V. Y. Vihdoinkin yhdessä - regia di Kari Kyrönseppä (1986)
- Kulkuri ja joutsen - regia di Timo Koivusalo (1999)
- Sibellius - regia di Timo Koivusalo (2003)
- Tummien perhosten koti - regia di Dome Karukoski (2008)
- Postia pappi Jaakobille - regia di Klaus Härö (2009)
- Euthanizer - regia di Teemu Nikki (2017)
- Pieniä suuria valheita - regia di Matti Kinnunen (2018)
- Tuntematon mestari - regia di Klaus Härö (2019)
- Teräsleidit - regia di Pamela Tola (2020)

### Televisione
- Sen kunniaks... - regia di Tuija-Maija Niskanen - film TV (1969)
- Ruusun aika - serie TV (1990-1991)
- Tuntemattomalle jumalalle - serie TV (1993)
- Kotikatu - serie TV (1995-1996)
- Ihmeidentekijät - serie TV (1997-1998)
- Tuliportaat - serie TV (1999)
- Ansa ja Oiva - serie TV (1999)
- Benner & Benner - serie TV (2001-2002)
- Rakkauden nälkä - serie TV (2007)
- Presidentin kanslia - serie TV (2008)
- Piru ja peijooni - serie TV (2008)
- Taivaan tulet - serie TV (2014)
- Kiiltokuvia - serie TV (2014)
- Joulukalenteri: Kadonneiden lahjojen tapaus - serie TV (2015)
- Rakkautta vain - serie TV (2017)
- Ei Haukku haavaa tee - serie TV (2020)
- Deadwind (Karppi) - serie TV (2021)
- Eroja ja sovintoja - serie TV (2023)

## Doppiaggio
- James Cosmo in Le cronache di Narnia - Il leone, la strega e l'armadio
- Wylie Burp in Fievel conquista il West
- Carl Attrezzi in Cars - Motori ruggenti, Cars 2
- Noah in Happy Feet, Happy Feet
- Papà di Samson in Uno zoo in fuga
- Castoro in I miei amici Tigro e Pooh
- Rabbia di Papà in Inside Out

## Riconoscimenti
- Jussi (2009)
- Betoni-Jussi elämäntyöstä (2022)